# Пикардо, Фабиан
Фабиан Пикардо (англ. Fabian Picardo; род. 18 февраля 1972, Гибралтар) — гибралтарский государственный и политический деятель, барристер. Главный министр Гибралтара с 9 декабря 2011 года.

## Ранние годы
Пикардо родился в рабочей семье. Его бабушка была испанкой по национальности, что  отчасти объясняет, почему  Пикардо, как и многие другие молодые гибралтарцы, не испытывает враждебных чувств к соседям-испанцам, несмотря на то, что Испания оспаривает суверенитет Британии над Гибралтаром. Окончил школу в Гибралтаре, затем продолжил образование в Ориел-колледже Оксфордского университета. Одновременно с ним в Оксфорде учились будущие премьер-министр Великобритании Дэвид Кэмерон и канцлер казначейства Джордж Осборн. В 1993 году, получив степень в юриспруденции, Пикардо продолжил обучение в Inns of Court School of Law, принадлежащей обществу Gray’s Inn, и в 1994 году был допущен к адвокатской деятельности. Одновременно он вошёл и в другое адвокатское сообщество, Middle Temple.

## Адвокатская карьера
После квалификации Пикардо вернулся в Гибралтар и поступил на работу в качестве партнёра крупнейшую гибралтарскую адвокатскую фирму Hassans International Law Firm. Он сохранял свой пост в течение 10 лет, пока не был избран главным министром. Пикардо неоднократно участвовал в работе Судебного комитета Тайного совета и Европейского суда по правам человека в Страсбурге. Он осуществлял адвокатскую деятельность в Гибралтаре, на Британских Виргинских островах и других странах Содружества наций.

## Политическая карьера
В 1991 году Фабиан Пикардо стал одним из основателей Гибралтарской национальной партии, в настоящее время известной как Либеральная партия. Однако в 2003 году он вышел из рядов Либеральной партии, чтобы присоединиться к Гибралтарской социалистической рабочей партии (ГСРП). В том же году он принял участие в всеобщих выборах в качестве кандидата от ГСРП и прошёл в парламент. В партийном списке по числу голосов избирателей он занял второе место, сразу после лидера партии Джо Боссано, а в общем списке блока Либеральной партии и ГСРП стал третьим. В апреле 2011 года Пикардо сменил Боссано на посту лидера партии, который подал в отставку, но сохранил своё место в парламенте и должность министра занятости в правительстве Пикардо. В декабре 2011 году Пикардо привёл коалицию социалистов и либералов к победе на выборах и стал седьмым главным министром Гибралтара.

## Право голоса в Евросоюзе
С 2004 года Гибралтар получил право голоса в Европейском парламенте, что стало итогом судебного разбирательства по делу Matthews v United Kingdom, которое финансировалось правительством Питера Каруаны. Первоначально гибралтарцы не получили права голоса, и Фабиан Пикардо стал одним из тех, кто отстаивал их права в Европейском суде по правам человека в 1999 году. В то время Пикардо был младшим помощником в команде старшего советника Майкла Лламаса, который нашёл законные основания для иска и вёл дело, а также Льюиса Байлиетто. Пикардо отметил, что рад называть их обоих друзьями, а Майкл Лламас назначен советником по юридическим вопросам правительства Пикардо.

## Политические принципы
После избрания лидером ГСРП, Пикардо обозначил свои политические приоритеты: «Я хочу отстаивать наш суверенитет перед ежедневной агрессией нашего „доброго соседа“ и тех жителей Скалы, кто не понимает простых слов „не сдаваться“. Не сдаваться в защите права иметь открытое правительство, не сдаваться в исполнении долга перед нашими людьми, не сдаваться в обеспечении гибралтарцев достойной работой, не сдаваться в исполнении надежд и мечтаний Гибралтара, и, конечно же, не ставаться в сохранении суверенитета нашей замли и нашего моря».

## На посту главного министра

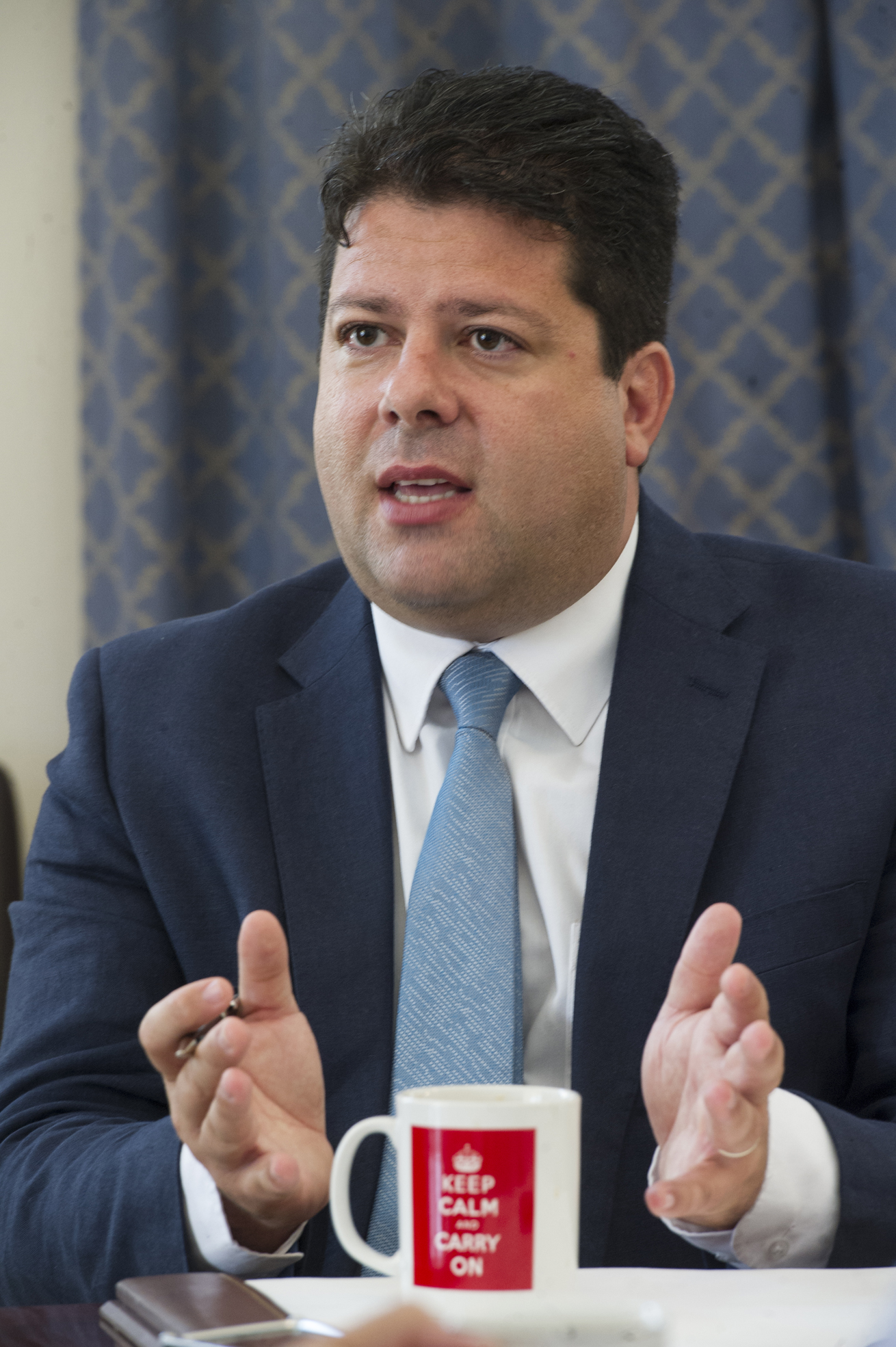
Фабиан Пикардо в доме правительства Гибралтара

Заняв пост главного министра, Фабиан Пикардо предпринял действия по изменению международного восприятия гибралтарцев. При этом он постарался сохранить связи с Великобританией: премьер-министр Дэвид Кэмерон и министр иностранных дел Уильям Хейг активно поддержали Гибралтар в противостоянии с Испанией за право самоопределения. Пикардо стал первым главным министром, удостоенным нескольких встреч с глазу на глаз на Даунинг-стрит, 10, а также возможности прямых контактов с Хейгом. В настоящее время Гибралтар представлен на всех сессиях Комитета ООН по специальным политическим вопросам и вопросам деколонизации, как и при правительстве Питера Каруаны, а также в Комитете 24 в Нью-Йорке, где Пикардо последовательно требует исключить Гибралтар из списка колоний. Он также был приглашён на инаугурацию Барака Обамы после его повторного избрания президентом США в 2013 году, наладив отношения с представителями внешнеполитических органов США. Также Пикардо активно отстаивает интересы Гибралтара в Брюсселе, как в органах Европейской комиссии, так и Евросоюза, и Европейского парламента.

## Во главе государства
Коалиция во главе с Пикардо победила на выборах 2011 года с небольшим перевесом благодаря амбициозным обещаниям. Правительство утверждало, что часть обещаний удалось выполнить, и выборы в июле 2013 года это подтвердили, когда кандидат ГСРП одержал верх над кандидатом Гибралтарских социал-демократов (ГСД) с перевесом в 10 % и 50 % голосов в абсолютном зачёте. Однако деятельность Пикардо как главы парламента подвергалась критике, а его правительству ставилось в вину, что вопросы оппозиции остаются без ответа. Однако кампания испанской Народной партии против Гибралтара, начавшаяся в 2013 году, повысила поддержку гибралтарцев собственной самостоятельности, и Пикардо занял ясную прогибралтарскую позицию, при этом проявляя готовность сотрудничать с Испанией по общим проблемам.